# Nélson Prudêncio
Nélson Prudêncio (Lins, 4 aprile 1944 – San Paolo, 23 novembre 2012) è stato un triplista brasiliano, vincitore di due medaglie olimpiche.

## Biografia
Fu uno dei protagonisti della "finale dei record" alle Olimpiadi del 1968 durante la quale, approfittando delle condizioni favorevoli dovute all'altitudine di Città del Messico, il record mondiale venne migliorato ben quattro volte, una delle quali dallo stesso Prudencio: il brasiliano, al quinto tentativo, saltò fino a 17,27 m superando di quattro centimetri il primato stabilito poco prima dal sovietico Viktor Saneev e di cinque centimetri la misura raggiunta da Giuseppe Gentile a inizio gara. All'ultimo salto Saneev operò l'ennesimo sorpasso aggiudicandosi l'oro olimpico e lasciando a Prudencio l'argento e a Gentile il bronzo. Quattro anni dopo Prudencio salì nuovamente sul podio olimpico a Monaco di Baviera con la misura di 17,05 m, ottenuta all'ultimo salto, preceduto ancora una volta da Saneev e dal tedesco orientale Jörg Drehmel. Nel 1976 Prudencio partecipò alla sua terza Olimpiade ma non riuscì a qualificarsi per la finale, chiudendo di fatto così la sua carriera.
È morto il 23 novembre 2012 all'età di 68 anni a seguito di un tumore polmonare.

## Palmarès
| Anno | Manifestazione      | Sede              | Evento       | Risultato | Misura  | Note |
| ---- | ------------------- | ----------------- | ------------ | --------- | ------- | ---- |
| 1967 | Giochi panamericani | Winnipeg          | Salto triplo | Argento   | 16,45 m |      |
| 1968 | Giochi olimpici     | Città del Messico | Salto triplo | Argento   | 17,27 m |      |
| 1971 | Giochi panamericani | Cali              | Salto triplo | Argento   | 16,82 m |      |
| 1972 | Giochi olimpici     | Monaco di Baviera | Salto triplo | Bronzo    | 17,05 m |      |